# Azur Air Germany
Azur Air Germany — бывшая немецкая авиакомпания со штаб-квартирой в Дюссельдорфе. Была основана в 2016 году турецко-нидерландской туристической компанией Anex Tour Group. Авиакомпания прекратила свою деятельность в 2018 году.

## История
В 2016 году туристическая компания Anex Tour Group, владеющая авиакомпаниями Azur Air и Azur Air Украина, основала немецкую авиакомпанию Azur Air Germany. Была подана заявка на получение сертификата эксплуатанта. Было объявлено, что первые рейсы планируется начать в апреле 2017 года. Помимо своей базы в аэропорту Дюссельдорфа, Azur Air Germany планировала выполнять рейсы из аэропортов Берлин-Шёнефельд и Мюнхен.
Azur Air Germany должна была получить три Boeing 767-300ER от российской Azur Air. В дальнейшем планировалось расширить парк самолётов Boeing 737 и Boeing 757, а также расширить сеть пунктов назначения. Предполагаемая дата начала выполнения рейсов была перенесена с весны на лето 2017 года. 3 июля 2017 года авиакомпания выполнила первый рейс.
В 2017 года Azur Air Germany объявила, что увеличит количество своих дальнемагистральных рейсы, предложив рейсы в Пунта-Кану из аэропортов Берлин-Шёнефельд и Дюссельдорф, а также организует внутренние перевозки.
В марте 2018 года Azur Air объявила, что заменит два из трёх своих Boeing 767-300ER, которые были переданы компании Azur Air Ukraine, двумя Boeing 737-900.
В июле 2018 года Azur Air Germany объявила о серьёзных изменениях в своей деятельности из-за недостаточных показателей бизнеса. В то время как последний оставшийся Boeing 767, который тогда уже был передан в аренду Azur Air Ukraine, должен был быть передан российской Azur Air к октябрю 2018 года, Azur Air Germany должна была продолжить свою деятельность только с одним оставшимся самолетом без каких-либо дальнемагистральных перевозок. В то же время хаб в Берлине был закрыт, были уволены 90 сотрудников.
В сентябре 2018 года деятельность Azur Air Germany вызвала критику среди своих сотрудников после вывода из эксплуатации единственного лайнера. 26 сентября 2018 года было объявлено, что авиакомпания прекратила все операции в связи с негативными перспективами бизнеса. До этого владельцы безуспешно пытались продать сертификат эксплуатанта авиакомпании.

## Пункты назначения
По данным на август 2018 года авиакомпания выполняла полёты в следующие пункты назначения:
| Город              | Страна     | Аэропорт                    | Примечания                              |
| ------------------ | ---------- | --------------------------- | --------------------------------------- |
| Анталья            | Турция     | Аэропорт Анталья            |                                         |
| Амстердам          | Нидерланды | Схипхол                     | Рейсы выполнялись в интересах Transavia |
| Бангок             | Таиланд    | Донмыанг                    |                                         |
| Берлин             | Германия   | Берлин-Шёнефельд            |                                         |
| Дюссельдорф        | Германия   | Аэропорт Дюссельдорф        | База                                    |
| Энфида             | Тунис      | Энфида-Хаммамет             |                                         |
| Ганновер           | Германия   | Ганновер-Лангенхаген        |                                         |
| Хургада            | Египет     | Аэропорт Хургада            |                                         |
| Мюнхен             | Германия   | Аэропорт Мюнхен             |                                         |
| Пальма-де-Мальорка | Испания    | Аэропорт Пальма-де-Мальорка |                                         |

## Флот
Флот Azur Air Germany по данным на сентябрь 2018 года:
| Тип              | В эксплуатации | Мест | Примечания                                                                                              |
| ---------------- | -------------- | ---- | --- |
| Boeing 737-900ER | 1              | 215  | D-AZUG                                                                                                  |
| Boeing 767-300ER | 3              | 334  | был сдан в лизинг Azur Air Ukraine, был переведён во флот Azur Air в октябре 2018. D-AZUA D-AZUB D-AZUC |
| Всего            | 4              |      | |